# 750 Oskar
750 Oskar eller 1913 RG är en asteroid i huvudbältet, som upptäcktes den 28 april 1913 av den österrikiske astronomen Johann Palisa. Den är uppkallade efter Oskar Ruben von Rothschild.
Asteroiden har en diameter på ungefär 22 kilometer.